# São Bernardo Futebol Clube
São Bernardo Futebol Clube é uma agremiação esportiva brasileira da cidade de São Bernardo do Campo, no ABC Paulista. Foi fundado em 20 de dezembro de 2004 e manda seus jogos no Estádio Primeiro de Maio, também conhecido como "Primeirão", estádio que se notabilizou pelas greves operárias do início da década de 1980.
De 2005 a 2010 conquistou 3 acessos importantes, sendo o último para a elite do Futebol Paulista, colocando o time e a cidade pela primeira vez no Paulistão. Também fez boas campanhas pela Copa Paulista e possui um dos times femininos mais fortes do estado, além de já ter sido 3º lugar com o time Júnior pela Copinha.
Entre 2012 e 2013, conseguiu seus primeiros títulos, sendo campeão do Campeonato Paulista da Série A2 em duas finais emocionantes contra o União Barbarense e no ano seguinte da Copa Paulista batendo o Audax nos pênaltis por 4 a 3. Também participou pela primeira vez na história na Copa do Brasil de 2013, eliminando logo de cara o Paraná Clube, mas foi eliminado na segunda fase pelo Criciúma. Em 2014 repetiu a participação, porém caindo logo na primeira fase diante do próprio Paraná. O time esteve presente de 2011 a 2017 na elite do Campeonato Paulista (com exceção de 2012). Em 2017 conseguiu até então seu maior objetivo, participando pela primeira vez do Campeonato Brasileiro da Série D.
No final de 2019, o Grupo Magnum assume a administração do clube e pela primeira vez desde a fundação a família Montemor não está mais envolvida com a gestão do São Bernardo. Após 2 campeonatos "batendo na trave" em 2020, caindo nas semifinais na Série A2 e na Copa Paulista, o Tigre conseguiu o melhor ano de sua história em 2021, conquistando na mesma temporada a Série A2 e a Copa Paulista pela segunda vez em sua história. Em 2022 conseguiu sua maior façanha até o momento, tendo conquistado o acesso para a Série C do Campeonato Brasileiro.

## História

### Fundação
Apesar de ser a maior cidade do ABC em termos de população e de ser a sede de algumas das mais vitoriosas equipes de Vôlei e Handebol de todo o país, São Bernardo do Campo nunca teve uma grande tradição no futebol, ao contrário das cidades vizinhas de São Caetano do Sul e Santo André, cujos clubes já haviam despontado com grandes desempenhos no cenário nacional. Com isso, representantes do futebol amador da cidade, da Liga de Futebol de São Bernardo do Campo, autoridades políticas e ex-jogadores de equipes da cidade começaram a pensar em fazer algo pelo futebol de São Bernardo.
Em 2004, um grupo de políticos encabeçados pelo ex-secretário de Esportes da cidade e então deputado federal Edinho Montemor e pelo deputado estadual Orlando Morando se juntaram a mais cinco sócios e em 20 de dezembro de 2004, surgiu o São Bernardo FC. com um investimento de R$ 100 mil por parte de seus fundadores. A equipe receberia também, por parte da Prefeitura da cidade, um subsídio no valor de R$ 400 mil, mas o projeto não foi aprovado pela Câmara dos Vereadores de São Bernardo do Campo.
A equipe é, desde sua fundação, um clube-empresa, tendo seu CNPJ registrado em 5 de janeiro de 2005 com o nome de São Bernardo Futebol Clube Ltda. O clube foi fundado com o ambicioso objetivo de chegar à elite do futebol estadual em cinco anos.

### Gestão Edinho
2005
Iniciados os trabalhos com bola em janeiro do ano seguinte, foram feitos vários testes com atletas em diversos jogos-treino realizados contra equipes da região, como São Caetano, Grêmio Mauaense, Santo André, entre outros. Os testes físicos e técnicos eram realizados no campo do Volkswagen Clube, com o comando do treinador Souza. Em 4 de abril de 2005, o São Bernardo confirmou oficialmente sua participação no Campeonato Paulista de Futebol de 2005 - Série B. Nesta data também foi apresentado o primeiro uniforme oficial do clube: camisa, calção e meias brancas com detalhes em amarelo e preto. O segundo fardamento, amarelo e preto. No escudo, o mapa da cidade, uma bola representando o esporte, as cores do clube (branco / amarelo e preto). Seguiram-se alguns amistosos nos meses seguintes, até que o clube estreasse de forma definitiva no futebol profissional, em 16 de abril, contra o Guarujá. A partida terminou empatada em 1 a 1. Cinco dias depois, o São Bernardo vence a primeira partida de sua história: 4 a 3 sobre o Comercial de Registro, fora de casa.
Ao final da primeira fase, o Tigre termina em primeiro lugar de seu grupo e avança. Mas mesmo com o bom desempenho, Souza é demitido do posto de treinador da equipe no dia 18 de julho. O auxiliar Carlos Eduardo Coppini assume o comando do time, mas após duas derrotas nas duas primeiras partidas da segunda fase, ele pede desligamento do clube por motivos pessoais. O preparador de goleiros Veludo assume o comando e classifica o time do ABC para a próxima fase, ficando em segundo lugar, atrás do Osvaldo Cruz, em uma chave que também tinha Capivariano e Jacareí.
Na terceira fase, que definiria os quatro clubes promovidos à terceira divisão estadual, o São Bernardo terminou em segundo lugar de seu grupo, ficando atrás apenas do eventual campeão São Carlos. Com isso, em seu primeiro ano de profissionalismo o Tigre do ABC conseguiu a vaga para a Série A3 do ano seguinte.
2006
Em 2006, o Tigre faz uma boa campanha. Com 11 vitórias em 18 partidas e uma das melhores defesas da primeira fase, o São Bernardo avança em primeiro lugar do Grupo 2. Na segunda fase, o clube não consegue ficar entre os dois primeiros da chave que conquistam o acesso, terminando atrás dos promovidos Botafogo-SP e Osvaldo Cruz, além do ECO.
No segundo semestre o São Bernardo disputa pela primeira vez em sua história a Copa FPF. O time do ABC passa em terceiro lugar de seu grupo na primeira fase. Após passar pelo Juventus nas oitavas de final e pelo União São João (revertendo uma derrota por 2 a 0 no jogo de ida em Araras) nas quartas, o Tigre é derrotado na semifinal pela Ferroviária, perdendo o primeiro jogo em Araraquara e empatando na partida de volta.
2007
Pela Série A3, o Tigre termina a primeira fase na sexta posição, avançando para a segunda fase decisiva, mas novamente não conquista o acesso em seu grupo, ficando na terceira posição, atrás de Monte Azul e Catanduvense, que conquistam o acesso. Durante toda a campanha, o técnico foi Candinho Farias.
Candinho segue no comando para a Copa Paulista e leva o São Bernardo para a segunda fase, terminando em 4º lugar no grupo. Após derrota na primeira partida da segunda fase diante do Guarani no Estádio 1º de Maio, Candinho é demitido e substituído por Veludo, que assume o comando do Tigre pela segunda vez.
2008
Euzébio Gonçalves, também conhecido como Lelo, é escolhido como técnico do São Bernardo para a disputa da Série A3. Já no ano de 2008, com um time mais maduro, finalmente chegou a vaga para a A2, fazendo uma campanha vitoriosa, tornando-se a segunda melhor equipe do campeonato, perdendo apenas para o campeão Flamengo-SP.

### Gestão Luiz Fernando
A história do clube se mistura à situação política da cidade de São Bernardo do Campo. Então presidente e vice do clube, Montemor e Morando foram companheiros de chapa nas eleições municipais de 2008, sendo derrotados na disputa pela prefeitura da cidade por Luiz Marinho. Apesar de terem sido adversários na disputa por cargos públicos, Marinho e Montemor mantiveram a parceria entre a administração municipal e o clube de futebol. Foi feito um acordo para que Luiz Fernando Teixeira, aliado de Marinho, assumisse a presidência do São Bernardo Futebol Clube, com Edinho Montemor passando a ser o "presidente de honra" do clube.
Houve então uma reestruturação interna, desde as categorias de base ao profissional, organizando o clube, mantendo os acertos e arrumando os erros. Logo no mesmo ano iniciou o planejamento e a meta, de conquistar o acesso no ano seguinte.
2009
Em 2009, pela Série A-2, teve um mau início, mas aos poucos o time foi subindo de produção e venceu grandes jogos, porém acabou ficando com o 10º lugar na competição.
2010
Em 2010 o São Bernardo conseguiu o acesso a elite do futebol paulista terminando a competição na 4ª Posição e por ironia do destino, "carimbou" seu nome na faixa de campeão do Linense ao empatar a partida de festa na casa do adversário na última rodada.
Pela Copa Paulista, o Bernô entrou para disputar o torneio como teste para temporada 2010, sem esperança de conquistar o título. Mesmo assim fez ótima campanha, perdendo a vaga nas semifinais contra o Votoraty, pelas quartas-de-final. Terminou a competição com a maior média de público.
2011
Na sua primeira participação na Série A1 do Paulistão, o São Bernardo fez uma campanha ruim, somando apenas 18 pontos em 19 jogos, com 5 vitórias, 3 empates e 11 derrotas. O Tigre não conseguiu se superar no Paulistão 2011 e caiu para a Série A2. Mesmo com os resultados negativos durante o campeonato, a torcida, que sempre foi apaixonada, não deixou o Tigre um instante. Obteve a terceira melhor média de público do campeonato, perdendo apenas para Corinthians e São Paulo, ficando à frente de Palmeiras e, do campeão, Santos. No total, foram 101.451 pessoas que acompanharam o Bernô nas 9 partidas em casa, com uma média de 11.272 torcedores por jogo.
2012
Após um péssimo começo de campeonato, com cinco derrotas consecutivas, a equipe do ABC se recuperou e conseguiu a vaga para a segunda fase do campeonato. Caiu no grupo de Red Bull Brasil, Penapolense e Noroeste, começando a fase com duas derrotas nos dois primeiros jogos. Mas o Bernô teve uma reação incrível, venceu os quatro jogos restantes e terminou na liderança da chave, conseguindo o acesso para a Série A1 do Paulista em 2013, além de uma vaga na final. Aos doze dias do mês de maio de 2012 conquistou o primeiro título de sua história ao sagrar-se campeão do segundo nível do Campeonato Paulista com um empate em 2 a 2 contra a União Barbarense.
Logo após a conquista, o time fez uma excursão à Itália, levando uma equipe composta por juniores em sua maior parte. No total, foram seis partidas, com cinco vitórias e um empate, incluindo uma vitória por 3 a 0 contra a equipe sub-20 da Inter de Milão.
2013
O Tigre fez um ano conforme diz uma parte de seu hino, "Atravessando Fronteiras, Superando Barreiras". Tentando chegar mais além o Bernô acertou a contratação de um jogador de nome: o experiente atacante Fernando Baiano, ex-Corinthians, mas acabou começando o campeonato com resultados ruins como nos campeonatos anteriores. Nas 4 primeiras rodadas o time tinha 1 empate e 3 derrotas e apenas um gol marcado. O resultado foi a demissão do até então técnico Luciano Dias. Na rodada seguinte, Édson Boaro, técnico interino, assume o time no clássico contra o São Caetano, e o resultado veio: uma goleada sobre o arquirrival por 4 a 1, vitória que dava esperança a torcida, coisa que não veio nas 2 partidas seguintes com duas derrotas, e o técnico interino Édson Boaro deixava o time para a entrada de Wágner Lopes. Em apenas um jogo com Wágner no comando, já se percebia que o São Bernardo era outro time, com mais garra em campo. A vitória não veio, mas, na rodada seguinte, empate com a Ponte Preta, até então líder do campeonato, por 1 a 1, em pleno Estádio Moisés Lucarelli. O Bernô esboçava a reação, e vieram 3 vitórias seguidas. Todos já pensavam que o Aurinegro lutaria pelo G8, mas essa esperança caiu nas rodadas seguintes com 4 derrotas e 2 empates, e parte da torcida já ia para a cidade de Itápolis com o fantasma do rebaixamento. Porém, a maior parte da torcida acreditou e o resultado veio: 4 a 0 sobre o Oeste, em pleno Estádio dos Amaros, com direito a um hat-trick de Fernando Baiano. E, assim, o time terminava a competição em 12º lugar e com a 4ª melhor média de público do campeonato com 10.024 pagantes por partida. Com destaque para Fernando Baiano que foi o artilheiro do tigre com 10 gols.
Outro momento especial para o Tigre foi a estreia em uma competição nacional. O São Bernardo recebeu em casa o Paraná Clube pela 1ª Fase da Copa do Brasil e empatou por 1x1 deixando a decisão para o jogo da volta em Curitiba, onde o time conseguiu a classificação à segunda fase da competição com uma vitória por 3 a 2.
Na primeira fase da Copa Paulista Copa Paulista o clube se classificou em primeiro lugar em seu grupo, com destaque para a vitória nos clássicos contra Santo André e São Caetano. Na segunda fase o clube fez uma ótima campanha também se classificando em primeiro, indo as quartas-de-final onde eliminou a Inter de Limeira num agregado de 3 x 1. Nas semifinais eliminou o XV de Piracicaba, num agregado de 3 x 1 também. Na final passou pelo Audax, onde empatou a partida de ida por 1 x 1, e a volta por 0 x 0, vencendo nos pênaltis por 4 x 3 e garantindo o 1° título da Copa Paulista do clube.
2014
Em 2014, o São Bernardo conseguiu um grande feito no Campeonato Paulista. Apesar de não se classificar para a segunda fase da competição, o SBFC conseguiu, pela primeira vez, vencer um dos "grandes" e calou o Pacaembu ao vencer o Corinthians por 1 a 0. Na classificação geral, o Tigre ficou na nona colocação, em sua melhor campanha no torneio, até então. Além disso, o São Bernardo conseguiu, novamente, estar entre os três melhores públicos da A1, deixando Santos e São Paulo para trás.
2015
A pré-temporada foi realizada no Paraguai. Lá, o Tigre disputou duas partidas. A primeira pela Copa Confraternidad, vitória por 3 a 1 em cima do Club Deportivo Santaní. A segunda, derrota por 2 a 0 para o Club Guaraní. Mais um ano sem muitas surpresas. Pelo Paulistão, 13º lugar e na Copa Paulista, 11º lugar.
2016
Em 2016, após um início ruim, a equipe se mostrou extremamente competitiva no estadual. Logo na primeira rodada, conseguiu arrancar um empate com o gigante Santos, na Vila Belmiro. Depois de algumas partidas alternando empates e derrotas, o Bernô conseguiu uma vitória até então inédita sobre o São Paulo, por 3 a 1, e, detalhe: jogando fora de casa. Na rodada seguinte, mais uma partida memorável: jogando em casa, após uma verdadeira batalha contra o Osasco Audax, conseguiu um empate por 3 a 3, com gol de Cañete no último minuto, destacando-se no jogo as seguidas quedas de energia elétrica no Estádio 1º de Maio, que fizeram a partida durar quase 3 horas. Seguindo na competição, o Bernô foi demonstrando cada vez mais seu potencial, sempre na briga pelas primeiras posições do grupo B, que também tinha equipes tradicionais como Palmeiras e Ponte Preta, além de Ituano e Novorizontino.
Após vitória em casa contra o Red Bull por 3 a 2 de virada, na penúltima rodada, o sonho da classificação não estava muito longe: o tigre precisaria vencer o Água Santa, rival da região, no primeiro confronto entre as duas equipes na história, e ainda torcer por uma derrota do Novorizontino. O time do interior enfrentaria fora de casa o Corinthians. O confronto entre o Bernô e o Netuno, em Diadema, foi acirrado. Os donos da casa também dependiam de uma vitória, só que para escapar do rebaixamento. Consequentemente, começaram pressionando mais, mas aos poucos o Tigre foi dominando a partida, visto a fragilidade e o nervosismo do Água Santa, que poderia ser rebaixado diante de sua fanática torcida. Enquanto isso, o Novorizontino perdia por 3 a 0. Aos 34 do segundo tempo, Eduardo cruza na medida para encontrar Cañete, livre, que cabeceia no chão e marca o gol histórico, levando pela primeira vez o São Bernardo as quartas de final do Campeonato Paulista, e, de quebra, colocando o rival de Diadema novamente na Série A2.
O Bernô enfrentou o Palmeiras, primeiro colocado do grupo. A partida foi no Allianz Parque. A equipe batateira não se acovardou diante do verdão, porém, após uma grande partida do goleiro palmeirense Fernando Prass e do atacante Gabriel Jesus, saiu de campo com o revés por 2 a 0. Com a classificação para as Quartas, o Bernô garantiu vaga na série D do Campeonato Brasileiro em 2017.

### Segunda gestão de Edinho
Assim como na passagem de 2008 para 2009, a mudança na prefeitura de São Bernardo do Campo reflete na troca da presidência do clube. Com a vitória de Orlando Morando nas eleições municipais, o então presidente Luiz Fernando Teixeira, oposicionista do novo prefeito, entra em negociações para deixar o cargo. Após quatro meses e a recusa de ofertas financeiramente maiores, Luiz Fernando repassa seu cargo novamente à Edinho Montemor, que, junto de Morando, foi um dos responsáveis pela fundação do time.
2017
O clube conheceu seu segundo rebaixamento, após terminar a primeira fase em 15º lugar. Apesar da queda à Série A2 do Paulistão na última rodada, o São Bernardo teve em 2017 o ano mais importante de sua história, com a disputa de uma divisão do Campeonato Nacional pela primeira vez. E o time não fez feio.
Na primeira fase da Série D, o Bernô venceu quatro partidas, empatou uma e perdeu apenas uma, em um grupo que contava com o campeão gaúcho da temporada, Novo Hamburgo, e duas fortes equipes da região Sul do país: Inter de Lages e Foz do Iguaçu, avançando à segunda fase em sexto no geral, entre 68 times.
Na segunda fase, o Tigre derrotou o Metropolitano por 4 a 3 no agregado (1-1 e 3-2), mas se despediu na terceira fase, após cair nos pênaltis para o São José-RS, por 4 a 3. 
Mesmo assim, o clube do ABC terminou a Série D na 9ª colocação geral, a apenas uma posição das equipes que retornariam à competição em 2018. Em pontos, o Bernô foi o sexto melhor, atrás apenas dos finalistas, semifinalistas e do América-RN, que parou nas quartas.
2018
O Tigre fez uma ótima campanha na primeira fase da A2, terminando a classificação em segundo lugar. Porém, foi eliminado na semifinal pelo Oeste de Barueri, ficando com a terceira colocação da competição. No segundo semestre, sem mostrar um bom futebol, foi eliminado na segunda fase da Copa SP. Vale lembrar que pela primeira vez, quatro times da região jogaram a Copa e se enfrentaram na primeira fase, representando as cidades de Santo André, São Bernardo do Campo, São Caetano do Sul e Diadema, com o Tigre levando a melhor nos confrontos.

### Parceria com a Elenko Sports
2019
Para a temporada de 2019, o São Bernardo Futebol clube assume uma parceria técnico-financeira com a Elenko Sports, do empresário Fernando Garcia. O grupo trouxe uma nova comissão técnica encabeçada pelo ex-goleiro e ídolo do clube, Wilson Júnior, além de um grupo de 12 jogadores. A empresa foi responsável por arcar com todos os gastos do clube durante a Série A2 do Campeonato Paulista, em troca de 50% dos valores de venda dos jogadores.
O SBFC fez uma campanha péssima na Série A2, sendo eliminado na fase inicial e ficando em 14°, escapando do rebaixamento à Série A3 na última rodada. Nesse mesmo ano, enfrentou os rivais da região na competição: o Santo André e Água Santa. Com os resultados ruins em campo, a parceria com a Elenko Sports não é renovada.

### Era MAGNUM
2020
Passando por dificuldades financeiras, o São Bernardo abriu mão de disputar a Copa Paulista no segundo semestre de 2019 e buscou novas parcerias para a temporada de 2020. O clube foi adquirido pela Magnum, empresa fabricante de relógios, comandada pelo dono da empresa, Roberto Graziano. Antônio "Tony" Moreno, ex-presidente do Esporte Clube Pinheiros, é escolhido por Graziano para ocupar a presidência do Tigre, enquanto que Edinho Montemor permanece envolvido com o projeto, mas sem cargo fixo. Dentro de campo, o Tigre teve a melhor campanha da A2, eliminou o Juventus nas quartas, porém caiu na semifinal para o São Bento. Depois pela Copa Paulista novamente caiu nas semifinais, dessa vez pela Portuguesa no jogo de volta que ficou marcado pela recente perda do técnico aurinegro Marcelo Veiga que faleceu 2 dias antes da semifinal por decorrência da Covid-19.
2021
Após um início regular na Série A2, se classificando apenas na última rodada, o Tigre chegou à fase de mata-mata. Passou pelo Atibaia nas quartas de final, após vencer por 1x0 na ida e empatar por 1x1 na volta, e pelo Oeste (dono da melhor campanha na primeira fase) nas semifinais, em disputa de pênaltis, depois de dois empates por 1x1. Na final encontrou-se com o grande rival Água Santa, onde empatou na ida por 0x0 e 2x2 na volta. Com isso, o jogo foi para os pênaltis, onde o Tigre venceu por 4x3 e se sagrou bicampeão da competição, além de garantir o acesso para a primeira divisão paulista após 4 anos. Depois no segundo semestre, o Tigre iniciou a busca pelo bi-campeonato da Copa Paulista. Após eliminar o ECSB e o São Caetano no mata-mata, o São Bernardo também conquistou o Bi do torneio após ganhar (também) nos pênaltis do Botafogo-SP na final disputada em 14 de Novembro e assim garantir o acesso à Série D do Campeonato Brasileiro.
2022
No ano que marcou a volta do Bernô à elite paulista, o clube passou boa parte da primeira fase liderando o grupo C do Paulistão, chegando inclusive a ser o primeiro colocado geral do torneio. Entretanto, o Tigre garantiu sua classificação para as quartas de finais da competição, após ficar na 2ª colocação em seu grupo, mas acabou sendo eliminado pelo São Paulo. Após o término do estadual, o time disputou a Série D do Campeonato Brasileiro, tendo obtido a façanha de não sofrer nenhum gol durante os 12 jogos iniciais da competição. Na ocasião, o goleiro do Tigre, Alex Alves, atingiu a marca de 1195 minutos sem ter sido vazado, tendo essa marca interrompida aos 18 minutos do primeiro tempo da partida contra o Paraná Clube, que terminou empatada em 1x1, no Estádio Primeiro de Maio, no dia 9 de julho. Após terminar a fase de grupos em primeiro lugar, o clube eliminou Azuriz, Bahia de Feira de Santana e conquistou o acesso à Série C após derrotar o Tocantinópolis nas quartas-de-final. Com o acesso já garantido, o São Bernardo foi derrotado na semifinal pelo América-RN, perdendo, assim, a chance de disputar o título da competição.
2023
Em 2023 fez sua melhor participação no Campeonato Paulista. Na primeira fase, já fez história ao fazer a segunda melhor campanha da fase inicial da competição, apenas atrás do Palmeiras. Nas quartas de final, foi eliminado pelo próprio Palmeiras. Em seguida, disputou a Taça Independência (antigo Troféu do Interior) onde foi campeão vencendo o Mirassol nos pênaltis. Em meio ao Estadual, o Tigre voltou a disputar a Copa do Brasil onde caiu precocemente na 1ª fase perdendo em casa por 1x0 para o Náutico. No 2º semestre disputou pela 1ª vez a Série C do Brasileiro, onde classificou para a 2ª fase e no Quadrangular Final perdeu o acesso para a Série B na última rodada, onde terminou com a mesma pontuação e saldo do Operário-PR, mas teve gols marcados a menos que o time paranaense.
2024
Bernô fez uma boa campanha no Campeonato Paulista. Apesar de ter sido eliminado na primeira fase, terminou em sexto na classificação geral e brigou até a última rodada para se classificar.  Durante o Estadual, o Tigre voltou a disputar a Copa do Brasil e, na primeira fase, venceu o Olaria no Rio de Janeiro por 1 a 0, garantindo a classificação para a segunda fase. Na sequência, enfrentou o Corinthians e ficou pelo caminho, perdendo por 2 a 0. No segundo semestre, o time disputou pela segunda vez a Série C do Brasileiro e novamente se classificou para a segunda fase. No quadrangular final, porém, não obteve sucesso e perdeu o acesso, com uma campanha decepcionante na segunda fase, somando apenas uma vitória em seis jogos.

## Linha do tempo
2004 – É fundado o São Bernardo Futebol Clube no dia 20 de dezembro, por Edinho Montemor.
2005 –  Primeiro jogo oficial do clube é realizado em 16 de abril frente à Associação Desportiva Guarujá. Primeiro acesso à Série A3 confirmado no dia 9 de outubro.
2006 – 3º colocado na Copa Paulista. Tigre começa a representar a cidade na Copa São Paulo de Juniores.
2007 – 3º colocado na Copa São Paulo de Juniores, com o artilheiro e melhor jogador da competição, Rafinha.
2008 –  Vice-campeão da Série A3, perdendo a final para a Associação Atlética Flamengo de Guarulhos, conquistando o acesso à Série A2 no dia 15 de junho.
2009 – Troca de comando do clube para a família Teixeira. Luiz Fernando Teixeira assume a presidência, ao lado de Matheus Ferreira, Thiago Ferreira e Edson Asarias. Projeto Tigrinho é iniciado.
2010 –  Primeiro acesso à Série A1 no dia 24 de abril.
2011 –  Estreia na elite do Futebol Paulista e Rebaixamento para a Série A2. 3º colocado na Copa Paulista.
2012 –  Campeão da Série A2 frente ao União Agrícola Barbarense e acesso à Série A1 no dia 12 de maio. 
2013 – Campeão da Copa Paulista frente ao Audax São Paulo Esporte Clube no dia 23 de novembro. E estreia em competições nacionais frente ao Paraná Clube pela Copa do Brasil no dia 11 de abril. 
2014 – Primeira vitória frente a um clube grande do Estado, o Corinthians em pleno Pacaembu. Eliminado na 1ª fase da Copa do Brasil pelo Paraná Clube.
2015 – Campeão da Copa Confraternidad, uma taça amistosa disputada no Paraguai contra o Deportivo Santaní, na pré temporada, no dia 18 de janeiro.
2016 – Acesso à Série D do Brasileiro no dia 10 de abril e classificação inédita para as quartas de final do Paulistão.
2017 –  Rebaixamento para a Série A2. Estreia em Campeonatos Brasileiros pela Série D, frente ao Esporte Clube Novo Hamburgo no dia 21 de maio. Troca de comando do clube para a família Montemor. Edinho Montemor assume a presidência, ao lado de Edgard Montemor.
2018 – 3º colocado na Série A2.
2019 - 14º colocado na Série A2.
2020 - Primeira vez na história que o clube chega na semifinal em duas competições no mesmo ano. 3º lugar na Série A2 e 4º lugar na Copa Paulista.
2021 -  Campeão da Série A2 pela segunda vez ao bater o rival Água Santa na final em disputa de pênaltis e acesso para a Série A1 no dia 31 de maio. Campeão da Copa Paulista pela segunda vez ao bater o Botafogo-SP na final novamente em disputa de pênaltis no dia 14 de novembro. O Tigre também garantiu o acesso para o Brasileiro da Série D em 2022. 
2022 -  Classificação às Quartas de Final do Paulistão e acesso à Série C do Campeonato Brasileiro. Também conseguiu a vaga para disputar a Copa do Brasil do próximo ano.
2023 - Classificação às Quartas de Final do Paulistão. Campeão da Taça Independência. Eliminado na 1ª fase da Copa do Brasil diante do Náutico. 1ª participação na Série C, chegando até a 2ª fase e terminando em 3º lugar no quadrangular e 7º lugar no geral. 
2024 - Eliminado na 1ª fase do Paulistão e na 2ª fase da Copa do Brasil diante do Corinthians. 2ª participação na Série C, chegando até a 2ª fase e terminando em 4º lugar no quadrangular e 8º lugar no geral.

## Estádios

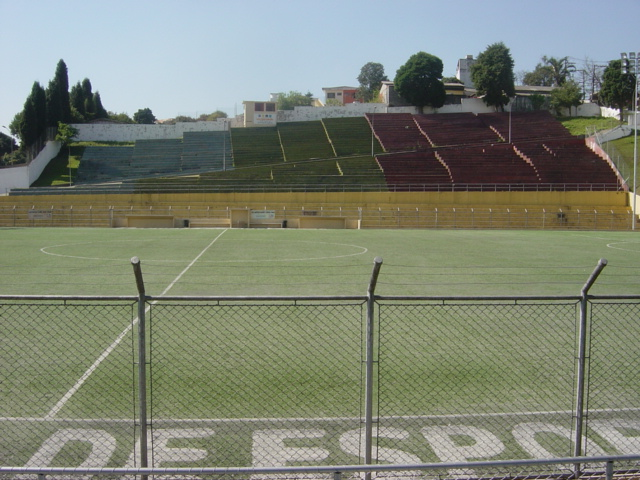
Baetão, utilizado pelo clube em jogos das categorias de base.

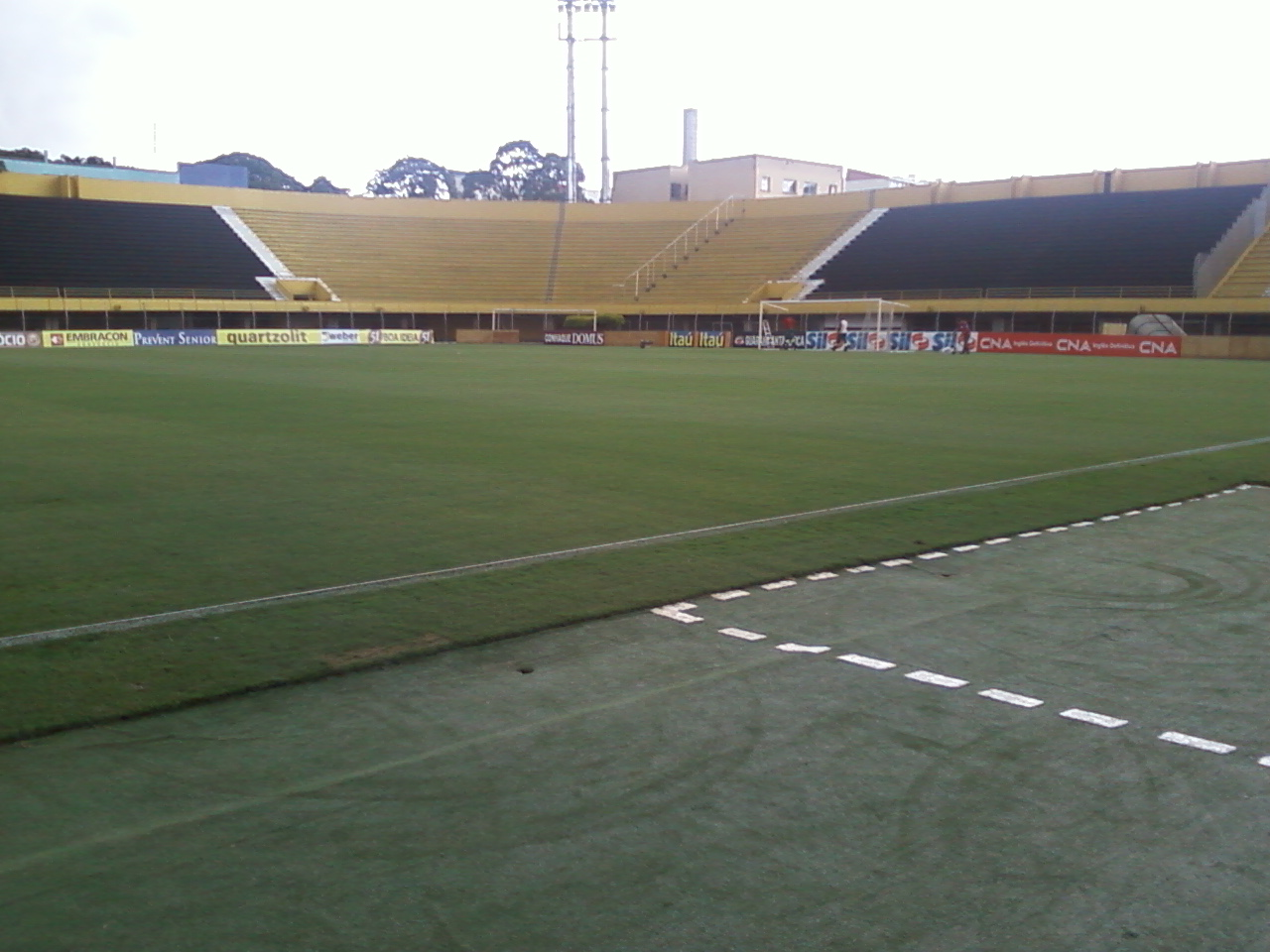
O Primeiro de Maio é a casa do São Bernardo em partidas profissionais.

Ao longo de sua história, o Tigre chamou de sua casa dois estádios. São eles o Estádio Primeiro de Maio e o Estádio Baetão. O Baetão foi a casa das categorias de base do Tigre. Era nele que o Tigre mandava seus jogos do Campeonato Paulista Sub-15, Sub-17 e Sub-20, assim como também foi sede por 13 anos da Copa São Paulo de Futebol Júnior. Hoje os Tigrinhos mandam seus jogos na cidade de Itatiba. A equipe profissional também já mandou algumas partidas da Copa Paulista no estádio do Baeta Neves.
O Estádio Primeiro de Maio, mais conhecido pelos torcedores aurinegros como Primeirão, é a casa da equipe profissional do Tigre. Nele, o São Bernardo jogou todos os campeonatos que participou até o momento. Com este fato, o time da cidade levou o Primeirão a outro patamar jamais visto no passado, recebendo grandes jogos válidos pelo Campeonato Paulista da Série A1 contra os grandes paulistas, além da Copa do Brasil e do Campeonato Brasileiro da Série D.

## Cores e escudo
Em seu Brasão, o mapa da cidade e a bola de futebol traduzem a relação do time como representante da comunidade com o esporte mais popular do Brasil. O nome foi fácil de escolher. Edinho queria um nome que fosse ter fácil identificação com a cidade assim como tem as equipes vizinhas. As cores e o uniforme também foram muito bem pensadas, para que não houvesse identificação com algum clube da capital ou do ABC então decidiram pelo Amarelo e Preto. Um clube aurinegro, inspirado por grandes clubes como Peñarol e Borussia Dortmund.
E se o cão da raça São-bernardo é o mascote de Esporte Clube São Bernardo e Palestra São Bernardo, a diretoria e sua comissão pensaram em um mascote feroz, que tivesse identidade com as cores do time e que apesar de ser um mascote usado por vários times no Brasil, são poucos os clubes que possuem o Tigre como mascote no estado de São Paulo.

## Títulos

### Masculino
| ESTADUAIS | ESTADUAIS                      | ESTADUAIS | ESTADUAIS   |
|           | Competição                     | Títulos   | Temporadas  |
| --------- | ------------------------------ | --------- | ----------- |
|           | Copa Paulista                  | 2         | 2013 e 2021 |
|           | Campeonato Paulista - Série A2 | 2         | 2012 e 2021 |
|           | Taça Independência             | 1         | 2023        |
| TOTAL     |                                |           |             |
|           | Conquistas                     | Títulos   | Categorias  |
|           | Títulos oficiais               | 5         | 5 Estaduais |

### Feminino
| Regionais | Regionais                 | Regionais | Regionais   |
|           | Competição                | Títulos   | Temporadas  |
| --------- | ------------------------- | --------- | ----------- |
| São Paulo | Jogos Abertos do Interior | 1         | 2009        |
| São Paulo | Jogos Regionais           | 1         | 2014        |
| São Paulo | Copa Mulher               | 2         | 2010 e 2014 |

### Categorias de Base
| Estaduais | Estaduais                      | Estaduais | Estaduais         |
|           | Competição                     | Títulos   | Temporadas        |
| --------- | ------------------------------ | --------- | ----------------- |
| São Paulo | Jogos Abertos do Interior      | 3         | 2013, 2016 e 2017 |
| São Paulo | Jogos Regionais                | 2         | 2013 e 2017       |
| São Paulo | Taça Jornal Hoje Pré-Mirim     | 2         | 2007 e 2008       |
| São Paulo | Copa Diarinho Pré-Mirim        | 1         | 2007              |
| São Paulo | Copa Total Pré-Mirim           | 1         | 2008              |
| São Paulo | Copa ABCD de Futebol Pré-Mirim | 1         | 2008              |
| São Paulo | Copa União Pré-Mirim           | 1         | 2008              |
| São Paulo | Torneio de Bebedouro - Sub-15  | 1         | 2008              |
| São Paulo | Copa São Paulo APF - Sub-15    | 1         | 2010              |
| São Paulo | Copa Bertioga - Sub-15         | 1         | 2016              |
| São Paulo | Taça Campinas - Sub-10         | 1         | 2021              |
| São Paulo | Sanca Cup - Sub-11             | 1         | 2022              |
| São Paulo | LG Cup - Sub-14                | 1         | 2024              |

## Campanhas de destaque
| São Bernardo Futebol Clube      | São Bernardo Futebol Clube | São Bernardo Futebol Clube | São Bernardo Futebol Clube | São Bernardo Futebol Clube |
| Competição                      | Campeão                    | Vice-campeão               | Terceiro colocado          | Quarto colocado            |
| ------------------------------- | -------------------------- | -------------------------- | -------------------------- | -------------------------- |
| Campeonato Brasileiro – Série D | 0 (não possui)             | 0 (não possui)             | 0 (não possui)             | 1 (2022)                   |
| Campeonato Paulista – Série A2  | 2 (2012) e (2021)          | 0 (não possui)             | 2 (2018) e (2020)          | 1 (2010)                   |
| Campeonato Paulista – Série A3  | 0 (não possui)             | 1 (2008)                   | 0 (não possui)             | 0 (não possui)             |
| Campeonato Paulista - Série B   | 0 (não possui)             | 0 (não possui)             | 1 (2005)                   | 0 (não possui)             |
| Copa Paulista                   | 2 (2013) e (2021)          | 0 (não possui)             | 2 (2006) e (2010)          | 1 (2020)                   |

## Elenco atual
Atualizado em 20 de agosto de 2025.
Legenda
1. : Capitão
2. : Emprestado ao São Bernardo
3. : Lesão

## Recordes

### Maiores artilheiros
Os dez maiores artilheiros do São Bernardo:

### Jogadores que mais atuaram
Os dez jogadores que mais atuaram pelo São Bernardo:

## Estatísticas

### Participações
|  | Participações em 2025 |

| Competição | Competição          | Temporadas | Melhor campanha           | Estreia | Última | P | R |
| São Paulo  | Campeonato Paulista | 10         | 5º colocado (2023 e 2025) | 2011    | 2025   |   | 2 |
| São Paulo  | Série A2            | 7          | Campeão (2012 e 2021)     | 2009    | 2021   | 3 | – |
| São Paulo  | Série A3            | 3          | Vice-campeão (2008)       | 2006    | 2008   | 1 | – |
| São Paulo  | Série A4            | 1          | 3º colocado (2005)        | 2005    | 2005   | 1 |   |
| São Paulo  | Copa Paulista       | 12         | Campeão (2013 e 2021)     | 2006    | 2021   |   |   |
| Brasil     | Série C             | 3          | 5º colocado (2023)        | 2023    | 2025   | – | – |
| Brasil     | Série D             | 2          | 4º colocado (2022)        | 2017    | 2022   | 1 | – |
| Brasil     | Copa do Brasil      | 4          | 2ª fase (2013 e 2024)     | 2013    | 2024   |   |   |

## Material esportivo e patrocinadores
| Período   | Material esportivo |
| --------- | ------------------ |
| 2005-2009 | Reply              |
| 2009      | Champs             |
| 2010      | Topper             |
| 2011-2012 | Kelme              |
| 2013      | Kappa              |
| 2014-2016 | Pulse              |
| 2017      | Karilu             |
| 2018-2019 | Reply              |
| 2020-2025 | Absport            |

| Período   | Patrocinador                                |
| --------- | ------------------------------------------- |
| 2005      | Armando Veículos e TV+                      |
| 2006      | Armando Veículos e Renault                  |
| 2007      | Segasp e Top Spin & Big Ball                |
| 2008      | Auto Shopping Cristal e Top Spin & Big Ball |
| 2009      | Intergraf e Lukscolor                       |
| 2010      | A Esportiva e Cristalina                    |
| 2011-2012 | BMG e Ecovias                               |
| 2013      | Seara                                       |
| 2014      | Brazul                                      |
| 2015      | Crefisa e Center Castilho                   |
| 2016      | Crefisa, FAM e Center Castilho              |
| 2017      | Center Castilho                             |
| 2018      | Insuran e Aços Granjo                       |
| 2019      | Braganfer e Aços Granjo                     |
| 2020-2021 | Magnum                                      |
| 2022      | Magnum e AmaO                               |
| 2023      | Magnum Bank e AmaO                          |
| 2024      | Magnum Bank, AmaO e Asa Alumínio            |
| 2025      | Magnum Bank, AmaO e Champion                |

## Maiores públicos
- Observação: O Estádio Primeiro de Maio suporta até 16 mil torcedores. Mas, por condições de segurança, só é permitida a entrada máxima de 13.500 pessoas.[52] Todos estes recordes foram estabelecidos no Estádio Primeiro de Maio.[53][54]

## Desempenho em competições

### Categorias de Base
- Copa São Paulo de Futebol Jr.

## Rivalidades
A rivalidade da maioria dos clubes são baseadas na proximidade de um clube com o outro, de pertencerem a mesma região. No caso do Tigre, não é diferente. Seus maiores rivais são os vizinhos Santo André, Água Santa e São Caetano.
Há também rivalidades menores regionais, com o ECSB, que enfrentou pela primeira vez na Série A2 de 2021 e tem 3 vitórias em 5 disputadas entre as equipes conterrâneas. Também com o Palestra (que enfrentou apenas 2 vezes no ano de sua estreia profissional) e o Mauaense (que se enfrentaram em 5 ocasiões entre 2006 e 2007).
Além dos confrontos regionais, também já houve uma pequena rivalidade com o Linense - clube que enfrentou o Tigre por 11 temporadas e já travaram duelos emocionantes nas 3 principais divisões do estado - e com o Juventus, que vem tendo mais rivalidade nos últimos anos, sempre com jogos muito disputados seja na Javari ou no ABC. Inclusive, é o clube que mais jogou contra o São Bernardo.

### São Bernardo vs. Santo André
O clássico entre São Bernardo FC e Santo André é considerado o segundo maior clássico do ABC, apenas atrás do famoso San-São do ABC, devido a rivalidade entre os times e entre as torcidas, além da relevância das equipes no cenário futebolístico. No Campeonato Paulista de 2011, os dois times disputaram uma partida na penúltima rodada, com ambas as equipes brigando para sair da zona de rebaixamento, e quem perdesse a partida estaria praticamente rebaixado. O jogo terminou com o placar de 2 a 1 para o São Bernardo, porém, no final do campeonato, ambas as equipes foram rebaixadas. No histórico de jogos oficiais, houve 14 partidas entre as duas equipes, sendo 3 jogos pela Série A1 e 2 pela Série A2 do Campeonato Paulista, 8 pela Copa Paulista e 2 pela Série D do Campeonato Brasileiro.
| Total de jogos:           | 16 |
| ------------------------- | -- |
| Vitórias do São Bernardo: | 8  |
| Empates:                  | 3  |
| Vitórias do Santo André:  | 5  |
| Gols do São Bernardo:     | 16 |
| Gols do Santo André:      | 13 |

### São Bernardo vs. Água Santa
O primeiro jogo entre as equipes foi em Diadema, válido pela última rodada do Campeonato Paulista de 2016, e foi considerado um dos jogos mais importantes da história da região. O jogo terminou com vitória do São Bernardo por 1 a 0 e, com este resultado, o Tigre se classificou para as quartas de finais da competição, além de rebaixar o Água Santa para a Série A2 do ano seguinte. As duas equipes voltaram a se encontrar na Série A2 de 2018, com nova vitória do Tigre, desta vez por 4 a 0. Em 2021, também pela Série A2 houve um empate entre as equipes pelo placar de 1 a 1 na primeira fase do torneio. Na final da competição os dois acabaram se enfrentando, e, mesmo com dois empates tanto na ida quanto na volta, o São Bernardo garantiu a taça após vencer na disputa de pênaltis por 4x3.
| Total de jogos:           | 12 |
| ------------------------- | -- |
| Vitórias do São Bernardo: | 8  |
| Empates:                  | 3  |
| Vitórias do Água Santa:   | 1  |
| Gols do São Bernardo:     | 20 |
| Gols do Água Santa:       | 6  |

### São Bernardo vs. São Caetano
O clássico entre São Bernardo e São Caetano é um jogo que possui poucas partidas oficiais, porém vários amistosos e jogos pelas categorias de bases. No Campeonato Paulista de 2011, as duas equipes disputaram sua 1ª partida profissional oficial, na antepenúltima rodada do campeonato. O São Bernardo brigava para não entrar na zona de rebaixamento, enquanto o São Caetano brigava para entrar no G8, que o classificaria para disputar as quartas de final. Apesar de toda a dramaticidade, o São Bernardo levou uma sonora goleada (6 a 1 para o São Caetano) com 5 gols do jogador Eduardo. No Campeonato Paulista de 2013 as equipes voltaram a se enfrentar, e o Bernô se vingou da goleada levada no primeiro jogo com uma vitória de 4 a 1 para cima do rival, com direito a um gol de bicicleta de Fernando Baiano. No total, 9.500 pessoas estavam presentes e assistiram a goleada do Bernô no Estádio 1° de Maio. As duas equipes voltaram a se encontrar na Copa Paulista de 2021 pelas semifinais da competição. Após um empate em 1 a 1 no Anacleto Campanella, o São Bernardo venceu com facilidade o Azulão pelo placar de 2 a 0 e avançou para a decisão do certame, eliminando o rival vizinho. No histórico de jogos oficiais, duas vitórias para o São Bernardo FC, três vitórias para o Azulão e quatro empates.
| Total de jogos:           | 9  |
| ------------------------- | -- |
| Vitórias do São Bernardo: | 2  |
| Empates:                  | 4  |
| Vitórias do São Caetano:  | 3  |
| Gols do São Bernardo:     | 13 |
| Gols do São Caetano:      | 15 |

## Torcidas
A torcida aurinegra ficou famosa no início da década de 2010 pela mídia regional graças as ótimas médias de público que o São Bernardo obteve, com uma média próxima a 10 mil pagantes por jogo, chegando a ficar no Paulistão 2011 somente atrás dos times grandes da capital (sua média foi maior que a do Santos) e no Paulistão de 2013, maior que a do Palmeiras. Nas divisões inferiores, o Tigre foi destaque no quesito torcida, sendo que na maioria das competições disputadas, como Série A2, A3 e Copa Paulista, tinha uma das melhores médias de público da competição. Isso aconteceu pois o Tigre resgatou a vontade do povo são-bernardense de ir ao estádio da sua cidade apoiar o time da casa. Além disso, as campanhas premiadas com acessos e títulos, os planos de Sócio Torcedor "Sou Bernô" e a parceria com empresas parceiras. Porém nos últimos anos com os maus resultados e rebaixamento para A2, a média de público caiu bastante. Além disso a diretoria dos últimos anos não atuou com tanta divulgação e isso fez os públicos bem abaixo do esperado. Na era Magnum, a nova diretoria tem trabalhado para ter esse resgate do torcedor batateiro para retornar as arquibancadas do Primeirão em bom número.
O Bernô possui, atualmente, 2 torcidas. A "Guerreiros do Tigre", fundada em 2005, é a maior e mais antiga e está com o time desde sua primeira temporada da história. Hoje em dia já é considerada uma das torcidas organizadas mais tradicionais da região, com 15 anos sem paralisação presente em todos os jogos dentro e fora de casa. A "Febre Amarela" é uma torcida fundada em 2012 que segue a ideologia das "barra bravas sul-americanas", e estão presentes nos jogos com suas murgas, trompete, trapos, bandeiras, tirantes e muita festa em 90 minutos. Com mais de 7 anos de existência, já se tornou uma das principais barras da região sudeste. Assim como a Guerreiros, seus membros vem de todas as partes da cidade, inclusive da Capital.